# Love Is a Losing Game
Love Is a Losing Game è il quinto singolo tratto da Back to Black, secondo album della cantautrice soul inglese Amy Winehouse. È uscito il 10 dicembre 2007 in Gran Bretagna. In Italia è arrivato nella primavera del 2008.
Nel 2008, all'ultimo anno del corso letteratura inglese gli studenti della Cambridge University durante l'esame di Practical Criticism hanno analizzato i testi di Love Is a Losing Game in paragone con poemi di Sir Walter Raleigh.

## Video
Secondo alcune voci, il video musicale è stato cancellato dopo che la cantante si è rifiutata di portare avanti le sue riprese.

## Tracce
CD
1. Love Is a Losing Game 2:35
2. Love Is a Losing Game (Kardinal Beats Remix) 3:22
3. Love Is a Losing Game (Moody Boyz Original Ruffian Badboy Remix) 7:12
4. Love Is a Losing Game (Truth And Soul Remix) 3:55
5. Love Is a Losing Game (Enhanced Video) 2:35

## Riconoscimenti
Per questa canzone, Amy Winehouse vince l'Ivor Novello nella categoria Best Song Musically and Lyrically

## Classifiche
| Classifica (2007-08) | Posizione massima |
| -------------------- | ----------------- |
| Italia               | 24                |
| Regno Unito          | 46                |
| Classifica (2011)    | Posizione massima |
| Irlanda              | 33                |
| Italia               | 12                |
| Paesi Bassi          | 88                |
| Regno Unito          | 33                |